# Saison 1985-1986 de l'Élan sportif chalonnais
Saison 1985-1986 de l'Élan chalon en Nationale 3, avec une descente en fin de saison.

## Effectifs
| Nationalité | Joueur              | Taille |
| ----------- | ------------------- | ------ |
|             | Laurent Boudias     | 1,86 m |
|             | Philippe Pandrot    |        |
|             | Bruno Bader         | 1,90 m |
|             | Éric Jullien-Martin | 1,90 m |
|             | Cyril Vincent       | 1,88 m |
|             | Fabien Bengaber     | 1,98 m |
|             | Yves Duvernois      | 1,91 m |
|             | Mark Rucinski       | 2,03 m |

- Entraineur :  Grzegorz Korcz

## Matchs

### Championnat

#### Matchs aller
- Chalon-sur-Saône / Châteaudun : 52-58
- Vaulx-en-Velin / Chalon-sur-Saône : 76-72
- Chalon-sur-Saône / Regny : 82-79[1]
- Chalon-sur-Saône / Villefranche-sur-Saône : 92-71
- Chalon-sur-Saône / Tarare : 62-67
- Stade Auxerre / Chalon-sur-Saône : 68-74
- Chalon-sur-Saône / Bourg-en-Bresse : 89-83
- Aix-les-Bains / Chalon-sur-Saône : 79-69
- Chamalières / Chalon-sur-Saône : 94-85
- Chalon-sur-Saône / Pont-de-Beauvoisin : 70-73
- Cournon / Chalon-sur-Saône : 97-94

#### Matchs retour
- Châteaudun / Chalon-sur-Saône : 85-81
- Chalon-sur-Saône / Vaulx-en-Velin : 79-80
- Regny / Chalon-sur-Saône : 98-90
- Villefranche-sur-Saône / Chalon-sur-Saône : 72-71
- Tarare / Chalon-sur-Saône : 112-97
- Stade Auxerre / Chalon-sur-Saône : 112-70
- Bourg-en-Bresse / Chalon-sur-Saône : 102-85
- Chalon-sur-Saône / Aix-les-Bains : 91-80
- Chalon-sur-Saône / Chamalières : 97-83
- Pont-de-Beauvoisin / Chalon-sur-Saône : 116-84
- Chalon-sur-Saône / Cournon : 104-105

### Coupe de Franceamateur
- AL Charlieu / Chalon-sur-Saône : 52-84
- Le Coteau / Chalon-sur-Saône : 88-90
- Chalon-sur-Saône / Illkirch Graffenstaden : 93-99

## Bilan
L'Elan Sportif Chalonnais finit 10e sur 12 avec 7 victoires et 15 défaites et descend en Nationale 4.

## Sources
« Élan Chalon (20 ans de championnat de France) », supplément du Journal de Saône-et-Loire.